# Castello Branco (político)
Oscar Castello Branco de Luca (São Paulo, 10 de novembro de 1962) é um militar, empresário e político judeu brasileiro, filiado ao Partido Liberal (PL). 
Foi deputado estadual pelo estado de São Paulo, eleito em 2018, com 38.026 votos.    . 

## Biografia
Capitão Oscar Castello Branco de Luca nasceu em 10 de novembro de 1962, na cidade de São Paulo-SP. De família tradicional de militares há muitas gerações, Castello Branco é sobrinho neto do ex-presidente Marechal Humberto de Alencar Castello Branco.
Incorporou às fileiras do Exército em 1979, na Escola Preparatória de Cadetes do Exército, em Campinas-SP.
Graduou-se em Ciências Militares pela Academia Militar das Agulhas Negras, em Resende-RJ, e em Pedagogia pela Universidade Federal do Rio de Janeiro. Realizou especialização em Orientação Educacional e pós-graduação em psicopedagogia e supervisão escolar. Possui mestrado em Estratégias Militares, além de outros cursos de especialização e extensão na área da Educação.
Foi atleta de destaque nas Forças Armadas, recordista em provas de natação e pentatlo moderno. Formou-se Piloto de Helicóptero militar no Exército Brasileiro, 
Participou de missões de combate ao crime organizado no Rio de Janeiro, de combate ao narcotráfico na fronteira com a Colômbia (contra as Forças Armadas Revolucionária da Colômbia) e participou nas Forças de Paz da ONU na Guerra da Bósnia. Após um grave acidente de helicóptero, afasta-se do serviço ativo do Exército.
Foi eleito deputado estadual com 38.026 votos no pleito e 2018, pelo Partido Social Liberal (PSL).
Em 08 de março de 2022 filiou-se ao Partido Liberal (PL).

## Produção Legislativa
Castello Branco é autor das leis estaduais que incluíram no calendário paulista a representatividade de instituições, profissões e segmentos sociais: Dia Estadual da Associação de Assistência à Pessoa Deficiente (AACD), Dia Estadual do Museu, Dia Estadual do Representante Comercial, Dia Estadual do Atirador Desportivo.
É autor do Projeto de Lei 317/2019 que institui a instalação de bloqueadores de celular em todos os presídios paulistas, utilizando o Fundo Penintenciário do Estado de São Paulo (FUNPESP). O projeto foi aprovado na Assembleia Legislativa e vetado na íntegra pelo Governador João Doria em 10 de outubro de 2020.